# Ryona
Ryona (リョナ ryona, từ ghép giữa ryōki ("tìm kiếm điều kỳ quái") và onanī ("thủ dâm")) là từ tiếng Nhật dùng để chỉ một kiểu sùng bái tình dục trong hentai mà nhân vật chính, thường là nữ giới, phải chịu đựng sự lạm dụng về thể chất hoặc tâm lý từ một kẻ phạm tội thường là nam giới. Thuật ngữ này chủ yếu được sử dụng liên quan đến văn hóa Nhật Bản, dù bản thân chủ đề này cũng hiện diện ở nhiều nền văn hóa khác nhau.

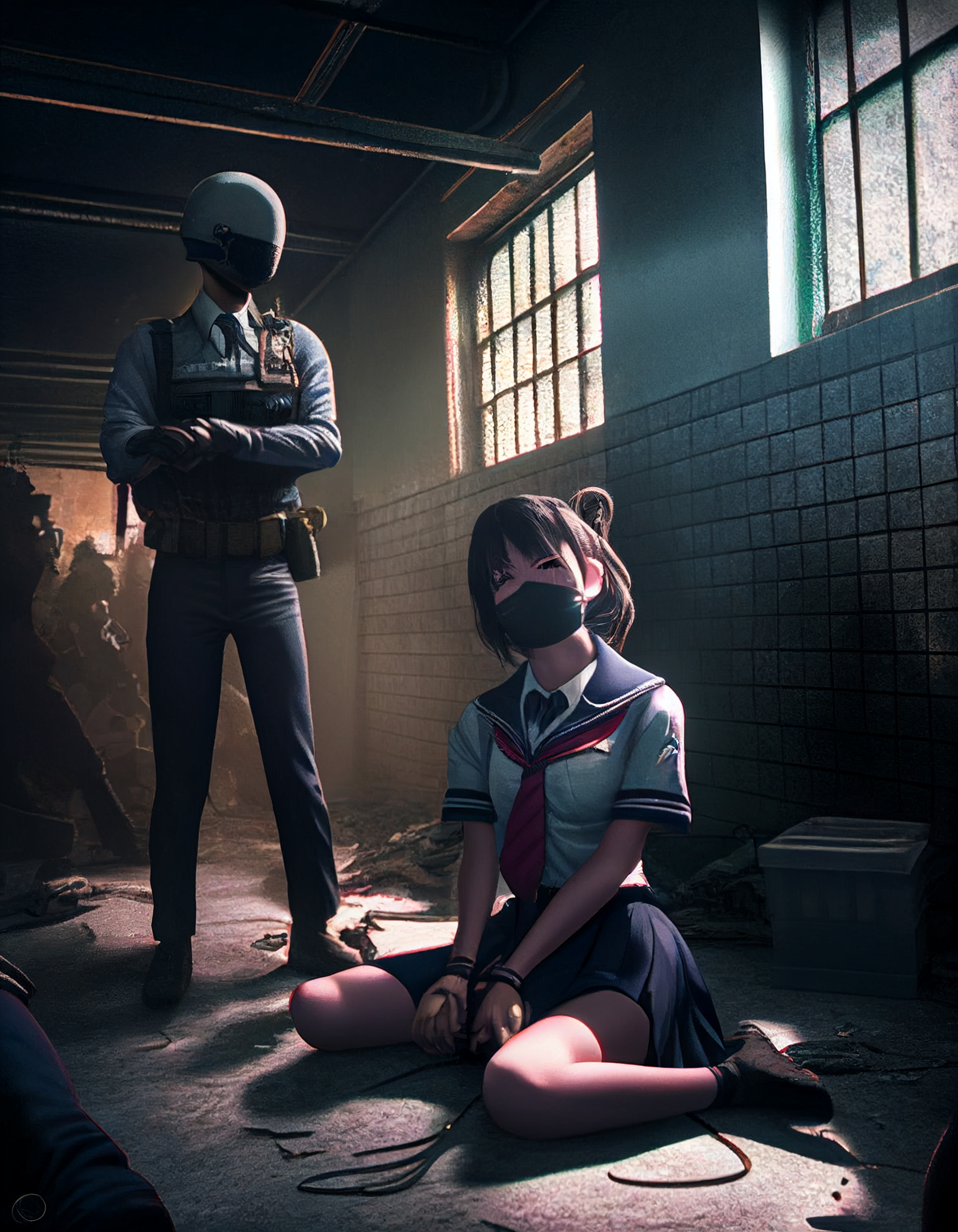
Tranh vẽ ryona khắc họa một nữ sinh trẻ tỏ vẻ đau khổ trong cảnh bondage sau khi bị bắt cóc.

Thuật ngữ ryona hầu như chỉ đề cập đến hành động của người phụ nữ bị một gã đàn ông lạm dụng. Trong trường hợp mục tiêu là nam giới thì thường gọi là gyaku-ryona (逆リョナ gyaku-ryona, "ryona đảo ngược"). Thể loại này chỉ tập trung vào các nhân vật hư cấu trong những tình huống kiểu như vậy. Trong một số trường hợp, thủ phạm có thể là quái vật hoặc sinh vật không phải con người.
Thuật ngữ này trái ngược với bạo dâm tình dục và khiêu dâm cưỡng hiếp, mà qua đó ryona thuộc vào thể loại sùng bái tưởng tượng theo kiểu thị dâm, một tiểu thể loại lãng mạn hóa nhằm vào đối tượng nhân khẩu học là nữ và hầu như luôn có bản chất tình dục không rõ ràng.